# センティナリー・ダイヤモンド
センティナリー・ダイヤモンド（The Centenary Diamond）は、273.85 カラット(54.77g) の重さがあり世界で4番目に大きなカッティングされたダイヤモンドである（1番は、ザ・ゴールデン・ジュビリー、2番は、カリナンI、3番は、カリナンII）。
センティナリー・ダイヤモンドはカラーグレードが D（無色）にランクされ、さらに内部、外部共に無傷のダイヤモンドである。これはダイヤモンドの色および傷のグレードとしてどちらも最高のものであり、さらにカラットも大きく希少な鉱物であるといえる。センティナリーとはラテン語で百周年を意味し、センティナリー・ダイヤモンドと名づけられた理由はこの石が1988年5月11日にデビアス社100周年を記念して公開されたものだからである。センティナリー・ダイヤモンドが最終的に完成して公開されたのは1991年の5月である。

## 発見
センティナリー・ダイヤモンドはカリナン鉱山で1986年の7月17日にX線装置を用いて発見された。原石の状態では 599 カラット (119.8g) あり、1988年のデビアス社創業100周年記念の式典で公開された。その際に会長だったジュリアン・オグリビー・トンプソンは「私たちはプレミア鉱山で 599 カラットもの大きさで完全なカラーのダイヤモンドを発見しました。もちろん、史上発見された中で最も大きなトップカラーのダイヤモンドです。自然とそれはセンティナリー・ダイヤモンドと呼ばれるようになりました。」と述べた。

## カッティング
このように巨大で価値のあるダイヤモンドをカッティングするには専門知識と相当の投資が必要となった。ダイヤモンドカッターであるガブリエル・トルコフスキーがマスターカッターのジェフ・ウォレット (Geoff Woolett) とジム・ナッシュ (Jim Nash) と共にセンティナリー・ダイヤモンドのカッティングチームの責任者に選ばれた。ガブリエル・トルコフスキーはダイヤモンドの新しいカットを5つ発明し、ダイヤモンドカッターの家系の6代目であった。デビアスはセンティナリーダイヤモンドの作業を容易にするために特別に電気技術者と警備員を配置した。南アフリカのヨハネスブルグにあるデビアスダイヤモンド研究所の地下に、機械振動と温度変動を押さえ、センティナリー・ダイヤモンドのカッティングに与える外部の影響を最小にする強度と安定性を兼ね備えたセンティナリー・ダイヤモンドをデザインするための特別な部屋が設けられた。
トルコフスキーの初期の仕事はダイヤモンドを暖めたり振動させたりしないようにレーザーやのこぎりではなく手で行われた。154日を費やして原石から50カラット(10g) を取り除き、500 カラット (100g) が残った。トルコフスキーは13の異なるデザインをデビアスの理事会に通し、最終的にハート型のデザインを選択した。彼はこのデザインをこう表現している。「実際センティナリー・ダイヤモンドはハート型をしている。しかしこれは型にはめたわけではない。私が思い描いた形状はマハラジャやスルタンがするターバンに飾るような形だ」

## 完成とその後
センティナリー・ダイヤモンドは1991年2月に完成し、273.85カラット (54.770g)、39.9 × 50.50 × 24.55 mmのサイズになった。247面を持ち、クラウンに164面、ガードル部に83面をもつ。この石は一度も公式に値がつけられたことは無く、ただ1991年の除幕式の際に1億ドルの保険に入っていたことが知られている。2007年現在、この石はブルネイ王室に寄贈され保管されている。